# Archers buizerd
De Archers buizerd (Buteo augur archeri) is een roofvogel uit de familie van de Accipitridae. De vogel werd in 1918 door William Lutley Sclater als ondersoort Buteo jakal archeri beschreven. Daarna onderging de naamgeving enige veranderingen. Op de IOC World Bird List versie 12.2 is het weer een ondersoort.

## Verspreiding en leefgebied
Deze soort komt voor in de hooglanden van Somalië.